# Persona 5
Persona 5 (укр. Персона 5, яп. ペ ル ソ ナ 5 Перусона Файбу) — рольова відеогра, створена японською студією P-Studio і видана компанією Atlus. Реліз гри в Японії відбувся 15 вересня 2016 року для PlayStation 3 і PlayStation 4, в Європі гра видавалась компанією Deep Silver і надійшла в продаж 4 квітня 2017 року. Покращена версія гри Persona 5 Royal (укр. Персона 5 Роял, яп. ペルソナ5 ザ・ロイヤル Перусона Файбу Зе Роіяру) вийшла 31 жовтня 2019 в Японії на PlayStation 4, а 31 березня 2020 для всього світу. В жовтні 2020 року компанія Sega випустила гру на Nintendo Switch, PlayStation 5, Windows, Xbox One, and Xbox Series X/S.
Persona 5 — шоста основна гра в серії Persona, яка сама є частиною медіа-франшизи Megami Tensei. Дія гри розгортається в тому ж всесвіті, що і попередні частини серії, але сюжетно з ними не пов'язана. Головним героєм виступає 16-річний мовчазний хлопець з кодовим іменем Джокер. Протагоністу довелося переїхати в Токіо для проходження пробаційного періоду після неправдивого обвинувачення в нападі на конгресмена і вступити в другий клас старшої школи Шюдзин. Пізніше він знайомиться з учнями зі схожими проблемами і вони разом об'єднуються в групу «Примарних крадіїв сердець», мета якої — боротися з вадами людей в Метаверсі, надприродному вимірі створеному з підсвідомих бажань людства, де ті постають в подобі лиходіїв. Як і в попередніх іграх серії, основними ворогами в Метаверсі є Тіні здолати яких можна за допомогою фізичної маніфестації своєї Персони в вигляді міфологічних героїв минулого. Сюжет гри сильно надихався пікаресними романами, зокрема початковими Персонами героїв стали розбійники і відлюдники з творів літератури.
Розробкою Persona 5 займалася внутрішня студія Atlus — P-Studio під керівництвом геймдизайнера і сценариста Кацури Хашіно, який працював над попердніми іграми серії. Разом з Хашіно до розробки приєднались інші ветерани серії, зокрема дизайнер персонажів Шіґенорі Соеджіма і композитор Шьоджі Меґуро. Початкова робота над грою почалась ще до виходу попередньої гри Persona 4, але повноцінно команда сконцентрувалась на розробці після виходу гри Catherine в 2011 році. Persona 5 була анонсована в 2013 році з запланованою датою виходу в кінці 2014, але розробка затримувалась і дата випуску неодноразово переносилась.
Persona 5 отримала відмінні відгуки від гравців і критиків, деякі видання назвали її кращою японською RPG, особливо через візуальну презентацію, ігровий процес, сюжет і музику. Разом з Royal гра продалась кількістю більше 7.2 мільйонів копій до квітня 2023 року, що зробило її найпопулярнішою грою серед усіх ігор Atlus. Окрім основної гри видавалось декілька інших пов'язаних творів медіа, зокрема чотири відеогри-спінофи — Dancing in Starlight, Persona 5 Strikers, Persona 5 Tactica і Persona 5: The Phantom X, а також манґа, аніме і мюзикли. Персонажі гри з'являлися в інших іграх, зокрема протагоніст Джокер став першим завантажуваним бійцем в бійцівському талоні для Super Smash Bros. Ultimate 17 квітня 2019 року.

## Ігровий процес
Persona 5 — це рольова відеогра, де гравець бере на себе роль другокурсника старшої школи під кодовим іменем Джокер, і дозволяє прожити рік в вигаданому Токіо відвідуючи японську школу Шюджін. Гра використовує цикл зміни дня-ночі і прогрес календаря, а також враховує погоду яка впливає на доступність різноманітних активностей, як в іграх-симуляторах життя. Частина можливих активностей, як наприклад відвідування уроків в школі, чи інші заскриптовані події є обов'язковими, інші ж залежать від вибору гравця. Порівняно з попередніми іграми серії, кількість додаткових активностей помітно зросла, які відкриваються з проходженням гри, купівлею предметів чи підвищенням соціальних характеристик. В реальному світі протагоніст може розвивати стосунки з іншими персонажами, ця система відома під назвою «Конфіденти» (англ. Confidants, «Довірені»), і є розвидком системи «Соціальних зв'язків» з попередніх ігор, стосунки з жіночими персонажами можуть перерости в романтичні. Прогрес в відносинах з Конфідентом розблоковує нові можливості, наприклад доступ до нових товарів в магазині, бонуси до отриманих очок досвіду чи ігрової валюти, нових Персон протагоніста, чи нових здібностей в бою чи поза ним в паралельному вимірі «Палаців». В цьому вимірі різні аспекти психіки людей постають у формі істот Тіней, з якими належить битися, щоб так чи інакше вплинути на відповідну людину в реальності.
Джокер має низку характеристик, які поділяються на соціальні та бойові. «Знання» визначає легкість налаштовування стосунків, підвищується передусім навчанням у школі, підслуховуванням і сном. «Мужність» дає змогу допомагати людям в особливих випадках, підвищується передусім читанням у бібліотеці та від змагань. «Майстерність» допомагає проникати в «Палаци», підвищується роботою в крамниці, проведенням часу в спортзалі, майструванням оснащення для зламу, ремонтом предметів і сном. «Доброта» відкриває нових союзників і їхні здібності, підвищується доглядом за рослинами, розмовами з відвідувачами бару, де Джокер може підпрацьовувати, та роботою в квітковій крамниці. «Шарм» дозволяє заводити нові знайомства і дозволяє розвивати здібності, підвищується проведенням часу в лазні, розмовами з відвідувачами закладів і відвідуванням мейд-кафе. Бойові характеристики включають очки здоров'я (скільки атак може витримати), здібностей (скільки спеціальних здібностей можна застосувати), силу (ефективність звичайних атак), кмітливість (шанс на ухилення негативних ефектів), магію (ефективність магічних атак і швидкість перезарядки здібностей), живучість (захист від звичайних атак), техніку (ефективність стрілецьких атак), спритність (точність власних атак і ухиляння від ворожих) та удачу (шанс на уникнення фатальної атаки чи позбавлення від негативного ефекту). Інші персонажі під час бою також мають бойові характеристики.
«Палаци» мають складну будову і щоб досягти мети кожного з них, потрібно спершу знайти безпечний маршрут, на що витрачається до декількох діб. В глибині кожного «Палацу» є «Скарб», яких охороняє особливо сильна Тінь. Коли «Скарб» забрано, а його охоронця переможено, відповідна людина в реальності змінює свій світогляд. У «Палац», з якого забрано «Скарб», вже неможливо повернутися.
Бої з Тінями відбуваються покроково, перший крок надається тому, хто напав перший. Черга дій кожного персонажа залежить від його характеристики спритності. В свій крок Джокер і його товариші можуть виконати дії: захист, атаку, стрілянину та викликати Персону — альтер-его, що бореться на їхньому боці чи виконує особливу атаку. Персонажі мають різні вразливості, і якщо зазнають атаки, до якої вразливі, то нападник може виконати додаткову дію. Коли один з учасників партії виснажується (втрачає очки здоров'я), решта отримують змогу виконати особливо сильну спільну атаку.
Коли герої долають сильну Тінь, вона стає Персоною, що може викликатися в подальших боях. Різних Персон можна комбінувати, щоб створити з них сильнішу Персону, або пожертвувати її для вдосконалення предмета оснащення чи посилення власного випадкового параметра. В деяких областях містяться головоломки. Персонажі вирушають до паралельного виміру групами — «партіями», котрі можуть мати різний склад і оснащення. Вночі відвідувати «Палаци» безпечніше. В палацах є «Безпечні кімнати», де можна зберегти прогрес гри, полікувати партію та швидко переміститися в іншу «Безпечну кімнату».

## Сюжет
У 20ХХ році, головний герой під кодовим ім'ям Джокер намагається втекти з казино разом з товаришами, але його ловить поліція і герой виявляється на допиті. Там його сильно б'ють і вколюють сироватку правди. Допит веде прокурорка на ім'я Сае Нііджіма, яка просить героя розповісти їй свою історію.
За півроку до подій в казино, герой спробував захистити дівчину від п'яного чоловіка, який до неї чіплявся. Поки він їх розбороняв, чоловік впав і розбив собі лоба. Він сказав, що буде судити протагоніста, а дівчину змусив збрехати про те, що Джокер його вдарив. Протагоніста виключають зі школи, призначають випробувальний термін і відправляють жити до столиці Японії, де він повинен прожити рік не порушуючи закон, інакше термін замінять на реальний. Протагоністу доведеться жити з Соджіро Сакурою, літнім господарем кафе «Leblanc», який погодився доглянути за героєм на прохання одного клієнта, знайомого батьків протагоніста.
У перші дні гри, головний герой потрапляє в потойбічну Оксамитову Кімнату (англ. Velvet Room), де живуть хранитель кімнати Ігор і його асистентки, Юстина і Кароліна. Ігор пояснює протагоністу, що йому належить «реабілітація» яка допоможе уникнути таємничої загрози, а також дарує хлопцеві додаток для смартфона Nav, який приводить його в паралельну реальність підсвідомості, так звані «Палаци». Наступного дня на вулиці йде дощ, а герой вирушає в школу. По дорозі він знайомиться з хлопцем на ім'я Рюджі Сакамото, який поливає брудом вчителя фізкультури. Поки він говорив, навігатор почув слова Рюджі і хлопці випадково опиняються в Палаці.
У Палаці, хлопців ловить сторожа і садить за ґрати. Пізніше, до них приходить господар палацу, спотворений учитель фізкультури, який бачить себе королем школи, а учнів— своїми рабами. Він наказує убити полонених, але в героя прокидається втілення його внутрішніх якостей, персона Арсен. З її допомогою хлопці тікають і на шляху зустрічають істоту на ім'я Морґана, яка дуже схоже на кота, але сам він упевнений, що насправді не кіт.
Згодом герой і Рюджі дізнаються, що вчитель фізкультури б'є і сексуально домагається до учнів. Останньою краплею став інцидент, коли подруга однокласниці героя Шіхо Судзуї зробила невдалу спробу суїциду через те, що вчитель фізкультури її зґвалтував. Герой і Рюджі намагаються повстати проти нього, але той пригрозив відрахуванням із школи. В той же день, Морґана знаходить хлопців і говорить їм, що якщо пограбувати Палац вчителя, викравши «серце» Палацу, він зізнається у всіх злочинах. Розмову підслухала подруга Шіхо Анн Такамакі, яка теж хоче в цьому брати участь. Школярі разом з Морганою перемагають вчителя фізкультури, через пару днів він зізнається в своїх злочинах і його відправляють за ґрати. Дізнавшись, наскільки сильний ефект створює маніпуляція з Палацами, герої об'єднуються під прапором «Примарних крадіїв сердець», щоб змінити суспільство і позбавити його від злочинців і амбітних лиходіїв. Герої дають кожному члену банди кодове ім'я: протагоніст — Джокер, Рюджі — Череп, Морґана — Мона, Анн — Пантера.
У міру здійснення все нових викрадень сердець, група поступово розростається до Джокера, Рюджі, Анн, Моргани, художника Юске, президента шкільної ради Макото, хакерки Футаби і спадкоємиці ресторанної мережі Хару, привертає увагу влади і правоохоронних органів, а їх популярність в як народних месників починає рости. Сае, що веде розслідування, починає полювання за крадіями Сердець, а сама група розкриває тіньову змову, яка виводить їх на випадки «ментального відключення», які відбуваються, якщо господаря Палацу в підсвідомої насправді не пограбувати, а вбити.
Після чотирьох успішних викрадень, відбувається нещасний випадок: у господаря Палацу, ресторанного магната Кунікадзу Окумури стається «відключення» і в реальному світі він помирає. «крадії сердець» розуміють, що їх підставили, а детектив Ґоро Акечі розкрив особи «крадіїв сердець», але замість того щоб здати їх в поліцію, приєднується до них за умови, що це їхня остання справа. Останнє пограбування приводить гру до початкової сцени, де герої нападають на казино, а головний герой виявляється на допиті. З'ясовується, що Ґоро— зрадник і весь цей час працював з боку змови з ментальними відключеннями, і саме він відповідальний за вбивство батька Хару. В ході допиту протагоніст переконує Сае в своїх щирих намірах і просить її підіграти «Примарним Викрадачам Сердець». Після відходу Сае з кімнати допиту з'являється Ґоро і вбиває протагоніста. У той же час, він ще не знає, що група знала про його зраду, і він уже потрапив в пастку, за допомогою Сае опинившись у Палаці, де він вбиває не справжнього протагоніста, а його спотворену копію.
Вирішивши помститися, Джокер і його друзі планують завдати удару тому, хто несе відповідальність за змову— політик Масаєші Шідо, який хоче стати главою Японії. В Палаці політика «крадії сердець» зустрічають Ґоро, який розповів їм правду: він позашлюбний син політика і весь цей час хотів помститися йому за те, що той його покинув в дитинстві, і через нього він ріс в негуманних дитячих будинках. Після невдалої спроби вбити Джокера, детектив жертвує собою, просячи банду дістатися до батька і завершити справу, що вони обіцяють йому зробити. Виявилося, що Шідо — той хто зруйнував Джокеру майбутнє. «крадії сердець» перемагають конгресмена і той зізнається в злочинах.
Однак, жителі Токіо досі вважають банду злочинцями і вбивцями. Щоб виправити становище, Джокер і його друзі вирушають в глибину Мементоса (Палацу для всіх) де вони знаходять величезний кубок, Святий Грааль. Після невдалої спроби перемогти кубок, Святий Грааль викидає підлітків з Мементоса, а потім і взагалі стирає з існування. На тлі реальність і Мементос зливається в одне ціле, і ніхто крім довірених протагоніста цього не помічає.
Джокер прокидається в Оксамитовій Кімнаті, де дізнається всю правду: Ігор виявився фальшивкою, насправді це бог влади Ялдабаоф (або Деміург), який викрав справжнього Ігоря, а його асистентку Лавенцу розділив на двох особистостей. Морґана виявляється створінням Ігоря. Джокер звільняє своїх друзів, вони вирушають назад в Мементос, перемагають Ялдабаофа, і все встає на свої місця.
Після перемоги Джокер виявляється в районі Шібуя, де його зустрічає Сае і велить йому здатися владі, інакше Шідо можуть виправдати. Джокер погоджується і його садять у в'язницю. Решта «Примарні крадії» роблять все можливе щоб допомогти виправдати і звільнити одного, в результаті через 2 місяці протагоніста відпустили і виправдали. Коли Джокер повертається до Соджіро доживати останній місяць в столиці, повертається і Морґана, який назавжди залишився котом. В кінці, Юске зустрічає протагоніста в районі Шібуя і веде його до мікроавтобуса, який вони взяли напрокат щоб провести ще якийсь час разом. На цій машині «крадії сердець» всі разом везуть Джокера додому в рідне місто, а Морґана лишається жити у протагоніста.

### Royal
На відміну від оригіналу, в Royal з «крадіями Сердець» взаємодіють два нових героя: Касумі Йошізава, гімнастка, яка прибула в школу «Шюдзин» одночасно з Джокером, і Такуто Марукі, шкільний психолог з привабливою зовнішністю, якого найняли на роботу після того, як «крадії сердець» пограбували Палац вчителя фізкультури. 3 жовтня, поки «крадії сердець» займалися нападом на підсвідому космічну станцію Окумури, Касумі запросила Джокера в район Одайба, де вони знаходять невідомий Палац. Там же у неї пробуджується Персона — Попелюшка. Касумі також дізнається, що герой і його друзі є «крадіями Сердець», але відмовляється ставати одним з них. Марукі ж по черзі веде сеанси з кожним членом банди і дізнається про їхні найбільші бажання.
У переддень Різдва, «Примарні крадії сердець» перемагають бога влади Ялдабаофа і звільняють суспільство від його підступів. Після перемоги, Джокер збирався здатися владі, але раптово з'являється детектив Ґоро Акечі і заявляє, що зробить це сам. На початку січня, Джокер і Йошізава вирушають до святилища, щоб відзначити новий рік. Джокер зауважує, що відбуваються дуже дивні речі, все надто добре: Морґана став людиною, Рюджі знову чемпіон з бігу, Юске знову живе з наставником, батьки Хару і Макото воскресли, рідна мати Футаби Вакаба Ішшікі повернулася до життя, Акечі раптово звільнили, а з Шіхо все в порядку і вона спокійно гуляє з Анн.
Ґоро теж розуміє, що тут щось негаразд, і з Джокером приходить до рішення, що потрібно щось змінювати. Хлопці разом з Касумі йдуть до Палацу в районі Одайба. Вони дізнаються, що господар цього Палацу — психолог Марукі, і що «Касумі» насправді її сестра Суміре, яка намагалася покінчити з собою, але справжня Касумі врятувала її ціною життя. Марукі через Палаци перетворив її на Касумі, що спричинило серію ланцюгових змін.
Ґоро і Джокер повертають інших «крадіїв сердець» до реальності, і ті погоджуються зупинити психолога, а Суміре приєднується до них. Якщо гравець не буде боротися з Марукі, світ і надалі житиме фальшивою дійсністю, де мрії всіх збуваються: Джокер залишиться жити в Токіо назовсім, Рюджі буде чемпіоном з бігу, Акечі залишається в живих, а також хорошим другом Джокера, з Шіхо буде все добре, Суміре буде жити в тілі Касуми, Юске буде жити зі своїм наставником, Соджіро, Вакаба і Футаба стають сім'єю, батьки Макото і Хару залишаться в живих, а Морґана буде людиною. Після титрів показується фото, на якому «Примарні крадії» розважаються в гостях у Джокера, і де Ґоро і Джокер стоять осторонь і дивляться на гравця з поглядом «Хіба це дійсно правильний вибір?»
Якщо гравець вирішить завершити справу, «крадії сердець» перемагають психолога в його Палаці, Акечі залишає цей світ, Морґана і Метареальність зникає, а Джокера садять за ґрати. «крадії сердець» і товариші Джокера всіляко намагаються його виправдати, і в підсумку всі звинувачення з нього знімаються. В останній день Джокера в Токіо, його друзі збираються разом і говорять про свої цілі в дійсній реальності: Рюджі хоче вилікувати зламану ногу і повернуться в атлетику, Анн буде навчатись закордоном, Юске буде писати нову картину, Макото надійде на юридичний факультет, Футаба піде в школу після довгих років сидіння вдома, а Хару реалізовуватиме мрію: відкрити затишне кафе. Раптово повертається Морґана, який назавжди залишається котом, хоча і каже, що хоче продовжувати вивчати себе.
Наступного дня, «Примарні крадії» збираються відвести протагоніста з Морганою додому, але відчувають, що їх переслідує поліція. Поки «Примарні крадії» відволікають правоохоронців, на вокзал Джокера відвозить Такуто Марукі, який тепер таксист. «крадії сердець» прощаються з протагоністом і обіцяють один одному, що це не остання їхня зустріч. На вокзалі Джокер бачить Суміре, в якої тепер все добре і вона бажає Джокеру того ж. Герой з Морганою їдуть додому на електричці, а їхні токійські друзі працюють над досягненням своїх мрій. По дорозі додому, Джокер бачить на станції хлопця, чия форма повністю повторює зовнішність Ґоро, а у вікні відбивається протагоніст в своєму вбранні «Викрадача Сердець».

## Персонажі

### Примарні крадії сердець
Група «Примарних крадіїв сердець» складається з протагоніста Акіри Курусу (в манзі) / Рена Амамії (в аніме), його кращого друга Рюджі Сакамото, їх однокласниці Анн Такамакі, кота Моргани, дивного художника Юске Кітаґави, президентки шкільної ради Макото Нііджіми, замкнутої хакерки Футаби Сакури, спадкоємиці ресторанної мережі Хару Окумури, і хитрого детектива Ґоро Акечі. В Persona 5 Royal до Викрадачів приєднується новий член — художня гімнастка Касумі Йошідзава. З протагоністом також працюють його довірені, включаючи його тимчасового опікуна і прийомного батька Футаби Соджіро Сакуру, однокласника Юкі Мішіму, класну керівницю і служницю Садає Кавакамі, прокурорку Сає Ніджіму, аркадного геймера Шін'ю Оду, господаря магазину зброї Мунехісу Іваї, журналістку Ічіко Ою, фахівця з шьоґі Хіфумі Того, ворожку Чіхаю Міфуне, лікарку Тае Такемі, політика Тораносуке Йошіду, і психолога Такуто Марукі (P5R), також мешканці Оксамитової Кімнати (англ. Velvet Room): хранитель кімнати Ігор і його асистентки, дівчинки-близнюки Кароліна і Юстина (пізніше Лавенца). Кожному персонажу відповідає певна аркана, і кожен член «Примарних крадіїв сердець» є проблемним підлітком з травмами і причинами на те, чому вони хочуть змінити суспільство на краще.
У Persona 5 Scramble: The Phantom Strikers додано 2 нових дійові особи: поліцейський інспектор Дзенкіті Хасеґава з кодовім ім'ям Вовк й ШІ Софія з кодовим ім'ям Софі.
Протагоніст (яп. 主人公 Шюдзінко:) / Кодове ім'я Джокер (в манзі носить ім'я Акіра Курусу, в аніме його звуть Рен Амамія)— головний герой і основний ігровий персонаж. Живе на горищі в кафе Leblanc у знайомого своїх батьків. Переїхав в Токіо після неправдивого обвинувачення за напад на конгресмена Масаєші Шідо. По дорозі в школу він виявляє дивний додаток на смартфоні, за допомогою якого він зі своїм однокласником потрапляє до Палацу вчителя фізкультури. Так і з'явилися «крадії сердець».
Джокер спокійний, вихований, але в душі бунтар і мріє змінити суспільство. Любить порядок і справедливість. Як і у всіх протагоністів серії, у героя є «Дика Карта», здатність закликати кілька персон. Основні персони Джокера — Арсен, Сатанаїл, Рауль (P5R), в бою використовує ножі і пістолети. Аркана — 0 (Блазень), XXI (Світ).
Виступає ігровим персонажем в Catherine: Full Body (як DLC на PS4). У квітні 2019 герой став завантажуваним бійцем для файтингу Super Smash Bros. Ultimate.
Озвучування (англ.): Ксандер Мобус. Озвучування (яп.): Дзюн Фукуяма. Вік: 16 років.
Морґана / Кодове ім'я Мона — істота, яка втратила пам'ять і має вигляд свійського кота, її Джокер і Рюджі знайшли в першому Палаці. Незважаючи на зовнішність, Морґана впевнений, що він насправді не кіт, а людина, і за допомогою «Примарних Викрадачів» намагається дізнатися, звідки саме він взявся та як повернути людську подобу. Морґана вчить «Примарних Викрадачів», як потрібно поводитися в Палацах і як користуватися Персонами. Незважаючи на жіноче ім'я, персонаж чоловічої статі. Дратується, коли його називають котом. В Persona 5 Royal за певних умов може набути людської форми, про яку мріяв. Також має здатність перетворюватися в потойбіччі на мікроавтобус і вертоліт (P5R). Закоханий в Анн. Персони Моргани — Зорро, Меркурій, Дієго. У бою персонаж використовує шаблі і рогатки. Аркана — I (Маг).
Озвучування (англ.): Кассандра Лі Морріс, Брайс Папенбрук (P5R, форма людини). Озвучування (яп.): Ікуе Отани. Вік: невідомий.
Рюджі Сакамото / Кодове ім'я Череп — кращий і близький друг Джокера. Познайомився з ним в перший день школи і випадково забрів з ним в Метареальність. Шкільний хуліган і двієчник, через що його недолюблюють вчителі. Дратівливий, трохи лінивий і запальний, але має добре серце і заради друзів готовий на все. Свого часу захоплювався бігом, але через конфлікт з учителем фізкультури отримав травму: зламав ногу і йому довелося покинути хобі, а команда з бігу розвалилася. Постійно свариться з Морганою. З любов'ю і довірою ставиться до Джокера, бо з ним він відчуває себе менш самотнім. Дуже любить поїсти і ніколи не відмовиться від походу в кафе. Персони — Капітан Кідд, Сейтен Тайсей, Вільям (P5R). Аркана — VII (Колісниця), в бою хлопець використовує дубини і дробовики.
Озвучування (англ.): Макс Міттельман. Озвучування (яп.): Мамору Міяно. Вік: 16 років.
Анн Такамакі / Кодове ім'я Пантера — однокласниця Джокера і учасниця його банди. Скромна і приваблива, у вільний від школи час підробляє моделлю. На чверть американка, довгий час жила за межами Японії. За її словами, батьки живуть в різних куточках світу і вона живе одна. На початку гри, Джокер підслухав телефонну розмову Анн і вчителя фізкультури. З'ясувалося, що він кликав Анн до себе додому для сексуальних домагань, а та відмовляла йому. Після чергової відмови він зґвалтував її єдину подругу Шіхо Судзуї, після чого та зістрибнула з даху школи і пролежала в лікарні весь сюжет. Через цей випадок Анн стала «Викрадачкою Сердець».
Персони Анн — Кармен, Геката, Селестина (P5R). У бою використовує батоги і пістолети-кулемети. Аркана — VI (Закохані).
Озвучування (англ.): Еріка Харлакер. Озвучування (яп.): Нана Мідзукі. Вік: 16 років.
Юске Кітаґава / Кодове ім'я Лис — успішний учень старшої школи Косей, талановитий, але трохи дивакуватий художник з синіми волоссям. Верховний «Викрадач Сердець». Дуже бідний і часом у нього не вистачає грошей навіть на проїзд на метро, але малювати за гроші відмовляється. Сирота з дитинства, його виростив відомий художник Мадараме, який займався плагіатом. Після цього випадку, Юске став членом банди. В бою художник використовує катани і штурмові гвинтівки, аркана — IV (Імператор), персони — Гоемон, Каму Сусаноо, Ґорокіті (P5R)
Озвучування (англ.): Меттью Мерсер. Озвучування (яп.): Томокадзу Сугіта. Вік: 16 років.
Макото Нііджіма / Кодове ім'я Королева — вчиться в третьому класі старшої школи Шюдзин, а також президент шкільної ради, відмінниця і улюблениця директора школи. Допомогла Джокеру і його друзям розібратися з начальником мафії, після чого і стала членом банди. Втратила батька в ранньому віці, після його смерті її взяла під опіку старша сестра. Макото відчуває себе непотрібною і хоче комусь стати в пригоді. У бою користується кастетами і револьверами, персони — Іоанна, Анат, Агнес (P5R), аркана — II (Верховна Жриця).
Озвучування (англ.): Черамі Лейг. Озвучування (яп.): Рина Сато. Вік: 17 років.
Футаба Сакура / Кодове ім'я Оракул на заході, в Японії — Неві (відсилання до The Legend of Zelda: Ocarina of Time) — замкнута руда дівчинка-хакер. Наймолодша з «Примарних Викрадачів». Через смерть матері Вакаби Ішшікі, яка була фахівцем в когнітивної психології, стала дуже замкнутою і не вміє спілкуватися, до зустрічі з «крадіями Сердець» не виходила зі спальні 2 роки. Після смерті матері, Соджіро удочерив її, так як він був близьким другом Вакаби. Служить навігатором для «крадіїв сердець». В обох фіналах (фальшивому і в правдивому) в P5R пройшла вступний іспит і пішла в перший клас старшої школи Шюдзин в квітні, після того, як Джокер покинув Токіо.
Персони — Некрономікон, Прометей, Аль Азіф (P5R), аркана — IX (Відлюдник).
Озвучування (англ.): Еріка Ліндбек. Озвучування (яп.): Аой Юкі. Вік: 14 років.
Хару Окумура / Кодове ім'я Нуар — дочка ресторанного магната і спадкоємиця компанії. Навчається в третьому класі старшої школи, також підтримує маленький Ґород на даху школи. Через статус батька, недовірлива і не підпускає до себе людей, тому що боїться, що нею будуть користуватися. Дуже дружелюбна, пізніше з'ясовується, що вона втягнута в шлюб за розрахунком проти її волі.
У бою користується сокирами і гранатометами, персони — Міледі, Астарта, Люсі (P5R), аркана — III (Імператриця).
Озвучування (англ.): Зантен Хьюн. Озвучування (яп.): Харука Томацу. Вік: 17 років.
Ґоро Акечі / Кодове ім'я Ворон — успішний учень, який у вільний час неофіційно підробляє детективом. Багато його називають «другим пришестям Принца-Детектива», регулярно виступає по телевізору, а також обожнюваний молоддю. Найстарший «Примарний Викрадач». Дуже розумний, хитрий, привабливий, має гарне почуття гумору. Незважаючи на успіхи в навчанні і роботі, у нього немає сім'ї і друзів і відчуває себе дуже самотнім, але намагається це приховати фальшивою посмішкою. Не згоден з принципами «Примарних Викрадачів» і намагається залучити їх до правосуддя, однак після того, як приєднався до них, це змусило переосмислити свої погляди. Створив підступний план, щоб убити їх, але зробив необачну помилку: коли головний герой, Рюджі, Анн і їх клас їздили на екскурсію на телевізійну студію, Морґана запропонував поїсти млинців, Акечі в той час проходив повз і почув те, що сказав Морґана (Моргану чують тільки ті, хто вже побував в Метареальності), а це означало, що Акечі вже там був і знав про існування Метареальності. Рюджі це запам'ятав і використовував це щоб допомогти помститися йому. Також виступає міні-босом в Палаці Шідо.
В Persona 5 Royal Ґоро залишається в живих, і коли Сае просить протагоніста здатися владі, з'являється Акечі і заявляє, що зробить це за Джокера, так як він стояв за ментальними відключАннями. Але в Новий рік його раптом звільняють після короткого допиту і він не пам'ятає, як вижив у Палаці позашлюбного батька. Пізніше з'ясовується, що шкільний психолог Такуто Марукі створив фальшиву реальність де всі щасливі і мають все, про що вони мріяли. Акечі і головний герой розуміють, що світ не повинен таким бути, і вирішують повернути до ладу (Ґоро не хотів жити в такому світі, незважаючи на те, що, якщо повернути справжню реальність, він загине, і він про це знає). Вони повертають «крадіїв сердець» до реальності, долають Марукі і все стає на свої місця. Якщо певні вимоги будуть виконані, після титрів в кінцівці з гіркою правдою буде показана коротка сцена, де Джокер бачить на вокзалі чоловіка, котрий злегка нагадує Ґоро, але чи це той самий детектив чи ні, залишається таємницею.
У бою користується зазубреними мечами і променевими гарматами, персони — Робін Гуд, Локі, Херевард (P5R) (у нього є здатність дикої карти, як і у Джокера), аркана — VIII (Справедливість).
Озвучування (англ.): Роббі Деймонд. Озвучування (яп.): Соїтіро Хосі. Вік: 18 років
Касумі Йошідзава / Кодове ім'я Фіалка — червоноволоса дівчинка, що навчається в першому класі старшої школи Шюдзин, прибула одночасно з головним героєм. Вперше з'явилася в Persona 5 Royal. Дуже шанобливо ставиться до Джокера, називає його «семпай». Займається художньою гімнастикою. Пізніше виявляється, що насправді вона є молодшою сестрою Касумі, Суміре, чиї спогади були змінені Такуто Марукі, щоб змусити її повірити, що вона і є Касумі, після того, як справжня Касумі померла в ДТП, перед тим виштовхнувши Суміре з дороги. Через проблеми в собі після смерті сестри-близнючки стала «Примарним Викрадачем». За місяць до подій в грі, Суміре хотіла кинутися під машину, щоб покінчити собою, тому що Касумі була успішна в гімнастиці, а Суміре ні, але в останній момент Касумі врятувала сестру. Суміре залишилася живою, проте Касумі покинула цей світ. Після смерті сестри, психолог Такуто Марукі створив ілюзію, де Суміре стала Касумі, проте в третьому семестрі Джокер з Акечі повернули її до реальності, і вона вирішила, що краще все-таки бути собою.
Персони — Сіндеріон (Попелюшка), Ванадіс, Елла, аркана — Віра (без числа). У бою любить використовувати рапіру і мушкет.
Озвучування (англ.): Лора Пост. Озвучування (яп.): Сора Амамія. Вік: 15 років
Софія / Кодове ім'я Софі — персонаж, представлений у Persona 5 Scramble. Вперше її знайшов Джокер у коробці в підземному відділі в'язниці Шібуї після того, як він випадково потрапив туди через програму віртуального помічника EMMA. Потім вона представилася штучним інтелектом, який втратив свої спогади, крім власного імені та причини існування: «Щоб бути добрим другом усіх людей». У реальному світі вона допомагає «Примарним Викрадачам» як віртуальний помічник. Протягом усієї пригоди «Примарних Викрадачів» вона дізнається більше про емоції людей і почала налагоджувати зв'язок з Джокером та рештою «Примарних Викрадачів». Пізніше було виявлено, що вона є прототипом EMMA, і її перший наказ бути добрим другом всіх людей отримав її творець Куон Ітіносе. Однак її вважали невдахою. Потім Ітіносе змусив її зрадити «Примарних Викрадачів». Вона протистояла командам, згадуючи свої спогади з «Примарними крадіями», і зуміла кинути виклик команді свого творця й пробудити власну Персону, щоб дати відсіч. Після того, як вона і «Примарни Викрадачі» перемогли Деміурга і ЕММА припинила своє існування, Софія вирішує супроводжувати Ітіносе у її подорожі, розлучаючись із «Примарними крадіями».
Персони — Піфос, Пандора, аркана — Надія. У бою користується йо-йо і бластерами.
Озвучування (англ.): Меган Тейлор Харві. Озвучування (яп.): Місакі Куно. Вік невідомий
Дзенкічі Хасеґава / Кодове ім'я Вовк — поліцейський, який вперше з'явився в Persona 5 Scramble. Найстаріший член «Примарних Викрадачів» і єдиний дорослий з них. Він став «Примарним Викрадачем» для того, щоб з'ясувати натхненника, що стоїть за подіями «промивання мозку» в Японії. В нього є дочка Акане, але вона ненавиділа його з тих пір, як її мати Аой Хасеґава померла в результаті аварії, і він не зміг заарештувати відповідального за смерть його покійної дружини. Спочатку він задовольнявся лише вирішенням справи і навіть зайшов так далеко, що покинув «Примарних Викрадачів». Однак, зв'язавшись із ними під час справ, і допомагаючи їм помиритися з дочкою, став прихильніший до «Примарних Викрадачів». Він також дозволив їм уникнути арешту, коли їх підставили за вбивство на Окінаві та злом віртуального помічника ЕММА. «Примарні крадії» через Сае Нійдзіму дозволили звільнити його з-під арешту і згодом пробудили його Персону.
Персона Дзенкіті — Валієан, заснована на головному герої з роману Віктора Гюго «Знедолені», Аркану священика. У бою бореться великим мечем і володіє подвійним набором револьверів. Має ту ж Аркану, що і Соджіро Сакура — V (Ієрофант)
Озвучування (англ.): Том Таілорсон. Озвучування (яп.): Сінітіро Міккі.
Вік: невідомо, але він сказав, що йому старше 40 років.

### Довірені і другорядні персонажі
Ігор / Господар Оксамитової Кімнати. Він веде Джокера по шляху так званої «реабілітації», яка повинна зупинити «руйнування». Протягом сюжету Ялдабаоф, бог влади, прикривався особистістю Ігоря. Після того як Святий Грааль викинув «крадіїв сердець» з реальності, фальшивий Ігор наказує асистентці Кароліні і Юстині вбити головного героя, але ті згадують, що у них була інша мета, і просять протагоніста злити їх в Лавенцу — їхню справжню подобу. Після цього справжній Ігор повертається і звільняє героїв заради знищАння бога. Має ту ж Аркану, що і головний герой — 0 (Блазень).
Озвучування (англ.): Кірк Торнтон. Озвучування (яп.): Ісаму Танонака.
Кароліна та Жустина / Асистентки Ігора в Оксамитової Кімнаті, близнючки, одягнені в форму наглядачок. За характером повні протилежності: Кароліна зухвала, груба, і з неповагою ставиться до протагоніста. Усією своєю поведінкою намагається показати, що Джокер їй неприємний, називає його «В'язень». Якщо Кароліна буде стояти біля входу в Оксамитову Кімнату і Джокер захоче туди увійти, вона копне його всередину. Юстина більш спокійна і доброзичлива. У Мементосі, деяких районах Токіо і Палацах вона охороняє двері в Кімнату. Обидві сестри носять на очах чорну мітку.
Лавенца — справжня особистість близнюків. Може перетворитися на метелика. З симпатією і повагою ставиться до Джокера, називає його «Трикстер». Займається схрещуванням персон в P5R замість близнят. Нащадка асистенток Ігоря з попередніх ігор. Аркана — XI (Сила).
Озвучування (англ.): Керрі Керанн. Озвучування (яп.): Акі Тоєсакі.
Соджіро Сакура / Господар кафе «Leblanc», опікун Джокера і прийомний батько Футаби. Спочатку дуже холодно ставився до протагоніста і постійно погрожував, що вижене його, якщо той зробить хоч одну помилку, але поступово почав йому відкриватися і став дружелюбнішим, потім сильно полюбив протагоніста і його друзів. В Persona 5 Royal, якщо гравець відмовиться від угоди з Акечі, він попросить протагоніста залишитися жити з ним назавжди. Раніше працював в уряді, через що у нього такий поганий і холодний характер. Вчить протагоніста варити каву і готувати каррі за своїм рецептом. Намагається з усіх сил бути хорошим опікуном для Футаби, мріє, щоб вона була щаслива і змогла жити повноцінним життям. Аркана — V (Ієрофант)
Соджіро був закоханий в Вакабу Ішшікі, мати Футаби. Незабаром після її смерті він пішов з уряду і відкрив кафе, весь цей час підозрюючи Масаєші Шідо в смерті подруги. Через півроку після початку сюжету Соджіро дізнається, що Джокер і його друзі є «Примарними крадіями», і дозволяє їм користуватися кафе як штаб-квартирою. Якщо у гравця буде 10 очок в спілкуванні з ним, Соджіро попросить протагоніста ніколи не будувати романтичних відносин з Футабою і подарує Джокеру книжку з рецептами Вакаби. Аркана — V (Верховний Жрець).
Озвучування (англ.): Джеймісон Прайс. Озвучування (яп.): Йосі Наката.
Сае Нііджіма / Прокурорка Токійського Підрозділу Особливих Розслідувань а також старша сестра Макото, має над нею опіку. Сае дуже сувора, нетерпляча і недружелюбна. На початку гри багато працювала з Акечі, але з часом почала ставитися до нього з недовірою. Через розчарування в судовій системі Японії, Палац Сае виглядає як казино, де вона завжди виграє. Після невдалої спроби пограбувати Палац Сае поліція ловить головного героя, і Сае сама веде допит, дізнаючись історію протагоніста до подій у казино. До кінця гри змінилася і почала прихильно ставитися до «крадіїв сердець». Єдина з персонажів жіночої статі, з якою гравець не може побудувати романтичні стосунки. Аркана — XX (Суд).
Озвучування (англ.): Елізабет Максвелл. Озвучування (яп.): Юко Кайда.
Тае Такемі / Лікарка, яка продає нелегальні ліки в районі Йонген-Дзая. Має прізвисько «Чорна Смерть». Називає протагоніста «моя морська свинка» і використовує його, щоб випробувати на ньому препарати, в надії на те, що це допоможе поліпшити якість ліків. Жартує чорним гумором. Як платню за проведення випробувань Такемі дає протагоністові знижку на ліки, що допомагають в боях з Тінями і господарями Палаців. Аркана — Смерть (без числа).
Озвучування (англ.): Кірстен Поттер (P5), Еббі Тротт (P5R). Озвучування (яп.): Юка Сайто.
Мунехіса Івай / Господар магазину зброї в районі Шібуя. Холодний і непривітний, але добре ставиться до Джокера. Протагоніст приносить йому зброю, яке можна продати, обміняти або модифікувати. В Іваї є прийомний син Каору, якого колись невідома жінка спробувала продати Іваї за гроші, щоб купити наркотики. Іваї відмовився, але жінка покинула його на вулиці і втекла, і у Іваї не залишилося вибору крім як забрати хлопчика до себе і виростити. Через жахливе дитинство Іваї відмовлявся розповідати синові про те, що трапилося з ним насправді, а просто вигадав історію, що він усиновив його після того, як його батьків нібито збила машина. Має татуювання гекона на шиї, що, за його словами, є символом сім'ї Іваї. Якщо у гравця буде з ним 10 очок довіри, перед тим, як Джокер виїде з Токіо, Іваї подарує йому значок гекона як символ довіри. Аркана — XII (Повішений).
Озвучування (англ.): Кейджі Тан. Озвучування (яп.): Хісао Егава.
Сін'я Ода / Учень початкових класів, професіональний геймер, який проводить час в залі аркадних автоматів у районі Акіхабара. Його прізвисько «Король». В захваті від «крадіїв сердець», за його словам, вони його кумири, тож мріє з ними познайомитися. Грубоватий і нешанобливо ставиться до сторонніх осіб, але протагоніст може завести з ним спільну мову і Сінья з часом проникнеться повагою до нього. За його розповідями, живе з матір'ю-одиначкою Ханае, яка зовсім не розуміє його інтересів. Аркана — XVI (Вежа).
Юкі Мішіма / Однокласник протагоніста і творець Примарного Сайту: місця, де люди можуть обговорити «крадіїв сердець» і відправити їм ім'я людини, чиє серце вони б хотіли змінити. На початку гри страждав від побоїв з боку вчителя фізкультури, через що ходив з синцями на обличчі. Відразу після того як «крадії сердець» пограбували його Палац, він розкрив їхні справжні особи, але пообіцяв нікому цього не видавати.
Поступово хобі Мішіми, пов'язане з розвитком сайту, перейшло в божевілля, що сильно дратувало Рюджі, але «крадії сердець» виконували його прохання. Перед тим як протагоніст полишає Токіо, Мішіма каже йому, що пише статтю про «Примарних викрадачів», і дає йому чернетку, просячи протагоніста ділитися з ним фактами і давати йому поради з приводу тексту, що той обіцяє виконати. Аркана — XVIII (Місяць).
Озвучування (англ.): Шон Чіплок. Озвучування (яп.): Дайсуке Сакагуті.
Садає Кавакамі / Класна керівниця протагоніста. Вона намагалася уникати Джокера через його випробувальний термін до моменту, поки він дізнався про те, що вона підпрацьовує в кафе «служницею» через борги, які виплачувала опікунам учня Таікі Такасе з іншої школи. Хлопець багато працював, щоб підтримувати свою сім'ю, в результаті чого прогулював уроки і отримував погані оцінки. Дізнавшись про це, Кавакамі стала займатися з ним індивідуально, завдяки чому його оцінки стали поліпшуватися і його життя почало налагоджуватися. Але директор школи, дізнавшись про це, наказав їй припинити, пригрозивши звільненням, і в Кавакамі не залишилося вибору, окрім послухатися. За якийсь час Такасе збила машина, і опікуни хлопця використали це як привід висмоктувати гроші з Кавакамі, погрожуючи судом. Якщо гравець змінить їхні серця в Мементосі, вони відмовляться від суду, повернуть Кавакамі всі гроші і відстануть від неї. Кавакамі дозволяє протагоністу прогулювати (замість уроків він може зробити відмичку для походів у Палаци, поспати, почитати або самостійно зробити уроки) і прибере йому спальню, якщо він викличе її ввечері. Аркана — XIV (Помірність).
Озвучування (англ.): Мішель Руфф. Озвучування (яп.): Май Футігамі.
Тораносуке Йошіда / Політик, якому не вдається повернутися до політичної системи Японії. Вечорами щонеділі виголошує промови в районі Шібуя, завдяки яким головний герой покращує навички спілкування з Тінями в Палацах і Мементосі. Має прізвисько «негідник Тора» через політичний скандал, в якому він був не винен. З добротою і повагою ставиться до Джокера. Завдяки допомозі протагоніста Йошіда зібрав пристойну кількість прихильників, щоб почати свою кампанію і розвиватися як політик. Аркана — XIX (Сонце).
Озвучування (англ.): Вільям Сальерс. Озвучування (яп.): Кеійті Нода.
Ічіко Оя / Журналістка і фотограф, яка розпитує протагоніста про «Примарних Викрадачів». Вечорами проводить час в барі в районі Шіндзюку, дуже багато п'є, часто перебуває в стані алкогольного сп'яніння. Має хороші дружні стосунки з барменом Лалою Ескарго. Аркана — XV (Диявол).
Озвучування (англ.): Аманда Вінн-Лі. Озвучування (яп.): Юмі Утіяма.
Чіхая Міфуне / Ворожка, яка проводить вечори в районі Шіндзюку. Обдурила протагоніста, за ¥ 100 000 продавши йому камінь удачі, який виявився шматком звичайної кам'яної солі. Коли він повертається до неї, щоб викрити обман, то викрадає серце партнера одного з її клієнтів у Мементосі, після чого Тіхая просить героя допомагати їй передбачати удачу, бо вона вирішила, що у нього є екстрасенсорний дар. Аркана — X (Колесо Фортуни).
Озвучування (англ.): Сара Анн Вільямс. Озвучування (яп.): Мію Мацукі (P5), Харука Теру (P5R).
Хіфумі Тоґо / Однокласниця Юске та професійна гравчиня в шьоґі. Вечорами проводить турніри в церкви в районі Канда. Допомагає головному герою поліпшити бойові навички. Єдина ровесниця протагоніста, котра не входить до складу «крадіїв сердець», з якою той може побудувати романтичні стосунки. Читає багато книжок і іноді радить протагоністу, що почитати. Аркана — XVII (Зірка).
Озвучування (англ.): Еден Рігел. Озвучування (яп.): Томом Ісомура.
Шіхо Судзуї / Замкнута однокласниця Джокера і єдина подруга Анн. Одна з тих небагатьох, хто відмовлявся вірити чуткам про протагоніста. Захоплюється волейболом і носить пов'язку на коліні. У перші дні гри Джокер підслуховує телефонну розмову Анн з учителем фізкультури і дізнається про те, що Камошіда не раз кликав Анн до себе додому, але та весь час йому відмовляла в розпусних діях. Після чергової відмови Камошіда попросив Мішіму, щоб той викликав до нього Шіхо. У той день він її зґвалтував, а наступного дня Шіхо на очах у всієї школи стрибнула з третього поверху в надії накласти на себе руки. Вона вижила, але весь сюжет провела в лікарні без свідомості, і Анн періодично її відвідувала. В Persona 5 Royal Шіхо виписують, і вона переходить в іншу школу (якщо гравець відмовиться змінити реальність Марукі, Шіхо залишиться в Шюдзін, адже цього хотіла Анн).
Озвучування (англ.): Крістін Марі Кабанос. Озвучування (яп.): Акемі Сато.
Такуто Марукі / Шкільний психолог в школі Шюдзін. Вперше з'явився в Persona 5 Royal після інциденту з учителем фізкультури. Коли він влаштувався працювати в школу Шюдзін, познайомився з трьома першими «крадіями» і спробував дізнатися про них більше. Рюджі йому не довіряв, але Джокер і Анн швидко знайшли з ним спільну мову, після того як Джокер зрозумів, що його сеанси можуть стати в пригоді Примарним «Викрадачам Сердець» в Метареальності.
Згодом стає антагоністом, що має власний Палац і навіть Персон (він єдиний персонаж у грі, у якого така сила; за словами Моргани, це неможливо). Як і Вакаба Ішшікі, він є жертвою конгресмена Масаєші Шідо, він же викрав його наукові дослідження в когнітивної психології. Його палац — лабораторія на місці стадіону, тому що саме там повинні були побудувати лабораторію, про яку він мріяв. Зумів також дістатися до глибини Мементоса, розширити його і створити на його основі реальність, де мрії всіх людей збуваються і де всі щасливі. Остання місія «крадіїв сердець» — зупинити психолога і відновити справжню реальність.
В істинній кінцівці Марукі влаштовується працювати таксистом, щоб забути свої печалі і рухатися далі, як це вирішили зробити Джокер і його друзі. Його скарб в Метареальності — факел, який зображує мудрість, в реальному житті — стаття про смерть батьків його колишньої дівчини Румі, яка опинилася в комі та втратила пам'ять. Після розпаду Палацу психолога, Суміре підбирає статтю, передає її Футабі, а та потім — протагоністу, який залишає її собі на пам'ять. Виступає фінальним босом у Persona 5 Royal. Персони — Азатот, Адам Кадмон, аркана — Порадник (без числа).
Озвучування (англ.): Біллі Камец. Озвучування (яп.): Сатоси Хино.
Хосе / Істота, що нагадує хлопчика з сірими волоссям (подібний до Кароліни та Юстини), яка мешкає в Мементосі і в лігві «крадіїв сердець». В обмін на квіти і штампи, Хосе зможе змінити Мементос: додати коштів і вдосконалити предмети. Їздить на невеликій тачці, схожій на дитячий автомобіль, любить тему зірок, Місяця і космосу. Пояснює гравцеві, як працює лігво «Викрадачів». Хосе дуже відкритий, доброзичливий і має на меті дізнатися про людей трохи більше. Виступає секретним босом у Мементосі, але не є антагоністом.
Озвучування (англ.): Олівія Хак. Озвучування (яп.): Юкіко Морісіта.

### Антагоністи
Суґуру Камошіда / Учитель фізкультури і тренер з волейболу в старшій школі Шюдзін, колишній професійний атлет, Олімпійський чемпіон з волейболу. Б'є і сексуально домагається до учнів, про його поведінку знають вчителі, директор і навіть батьки, але ігнорують це через його високоий статус. Поступово протагоніст дізнається, що Камошіда полює на Анн як на сексуальний об'єкт; коли вона багато разів йому відмовляє, він ґвалтує її подругу Шіхо Судзуї, яка наступного дня зістрибує з даху школи, намагаючись покінчити з собою.
Після цього випадку Рюджі лютує та мало не починає з ним бійку, і Камошіда погрожує відрахувати зі школи кожного з них, включаючи Мішіму. В цей же день Морґана запропонував хлопцям пограбувати його Палац і врятувати таким чином своє майбутнє. Рюджі і Джокер погоджуються, до них приєднується Анн, вони разом грабують Палац, Камошіда зізнається в злочинах, а Джокер, Мішіма і Рюджі залишаються в школі.
Палац Камосіди відображає хіть, виглядає як замок, що знаходиться на місці школи Шюдзін — в душі Камошіда бачить себе королем школи. Шкільна команда з волейболу в його підсвідомості — раби, яких він катує і тримає в жахливих умовах, а гравців жіночої статі (включаючи Анн) він сприймає як сексуальних рабинь, з якими спить і робить що захоче. В Persona 5 Royal також є спотворений Юкі Місіма і перекручний образ Шіхо Судзуї, в якому вона вдягнена у відверту нижню білизну і носить кролячі вуха, виконуючи накази Камосіди. Його скарб — корона в Метареальності, а в реальному світі — Олімпійська медаль.
Озвучування: (англ.): Ді Сі Дуглас. Озвучування: (яп.): Юдзі Міцуї.
Ічірюсаі Мадараме / Відомий художник, який займався плагіатом через творчу кризу. Наставник Юске, виростив його і тримав у себе в халупі з трьох років. Все своє життя Юске вірив в те, що Мадараме написав його улюблену картину «Саюрі» — портрет жінки з дитиною, але завдяки «Викрадачам Сердець» дізнався, що картину насправді намалювала його мати, яку він втратив у 3 роки. Коли Анн з Морганою та Юске викрили обман Мадараме, художник загрожує донести на них (включаючи Рюджі і Джокера) в поліцію за незаконне проникнення, але зможе зробити це лише після того, як його виставка закінчиться. У «Примарних Викрадачів» є час, щоб до кінця його виставки пограбувати Палац. Якщо вони цього не зроблять, Юске донесе на них в поліцію і Джокера заарештують.
Палац Мадараме відображає самолюбство і має форму розкішного музею, де висять картини всіх його учнів, у яких він крав ідеї. Скарб художника — це справжня картина «Саюрі», яка зображає рідну матір Юске з сином. Мадараме замалював сина хмарою, щоб більше глядачів повірило, що картину намалював він. Після того, як Юске став «Примарним Викрадачем», він подарував картину Соджіро Сакурі, щоб той повісив її в своєму кафе.
Озвучування: (англ.): Кайл Хеберт. Озвучування: (яп.): Юкітосі Хорі.
Дзюнья Канешіро / Жорстокий і безсердечний начальник мафії, займається продажем наркотиків школярам, а також шантажує їх. Макото, яку директор попросив провести розслідування, дозволяє посіпакам Канешіро взяти себе в полон, щоб «крадії сердець» змогли самі прийти до нього. Коли Джокер, Рюджі, Анн, Морґана і Юске прибувають врятувати її, Канешіро фотографує їх на тлі наркотиків і алкоголю і шантажує їх тим, що якщо вони не заплатять йому ¥ 3,000,000 за 3 тижні, він пошле фото в їхні школи, щоб їх виключили. Заради грошей готовий цілковито на все.
Палац Канешіро відображає зажерливість і жадібність, виглядає банком. Канешіро бачить там людей як ходячих банкоматів. Його скарб — величезні зливки золота, в реальному житті — валізка з фальшивими грошима. Після пограбування його палацу Канешіро видаляє фото, звільняє «крадіїв сердець» від боргів і здає себе в поліцію.
Озвучування: (англ.): Джалін Кей Кассел. Озвучування: (яп.): Кадзунарі Танака (P5), Такахіро Фудзімото (P5R).
Спотворена Вакаба Ішшікі / Монстр у вигляді сфінкса, який мешкає в Палаці Футаби і виступає босом. З'явився після смерті Вакаби Ішшікі і перекручених спогадів Футаби про те, як люди в суді прочитали їй підроблену Шідо і його союзниками передсмертну записку, де було написано, що Вакаба нібито ненавиділа свою дочку, що вона заважала їй жити, і що саме через неї вона кинулася під машину, щоб накласти на себе руки. Незадовго до її смерті, Футаба просилася в сімейну подорож і скаржилася, що їй не вистачає уваги, а коли Вакаба їй відмовила, та закотила істерику у відповідь. Вакаба вилаяла її за це, але потім вони помирилися, і вона пообіцяла дочці, що щойно вона закінчить дослідження, вони вирушать куди-небудь, але вона покинула цей світ. Через це, Футаба впала в депресію і з'явився Палац — єгипетська піраміда, де вона бачить себе як фараона, який хоче померти в цій гробниці.
Справжня Вакаба була фахівчинею у галузі когнітивної психології і мала хороші, дружні стосунки з Соджіро Сакурою протягом багатьох років, вони були друзями ще до народження Футаби. Соджіро зізнався Джокеру в тому, що незадовго до смерті Вакаба говорила, що відчуває, що вона скоро помре, але Соджіро сприйняв це як дурну жарт і шкодує про те, що не повірив їй, і саме з почуття провини взяв Футабу до себе, в надії дати їй комфортну і безпечну життя. Померла 21 серпня, за 2 роки до подій в грі. Насправді Вакаба загинула не через суїцид, а постраждала від ментального відключення, яке сталося через Ґоро Акечі, після того як її дослідження викрав Масаєші Шідо і наказав вбити її. Незабаром після її смерті Шідо повністю забув про неї.
У Вакаби є брат Єдзі Ішшікі, який на якийсь час брав опіку над Футабою, але ставився до неї дуже халатно: не дозволяв митися, не годував і змушував спати на підлозі. Коли Соджіро про це дізнався, він подав на нього в суд, щоб позбавити батьківських прав. Єдзі неодноразово приходив до Соджіро в кафе протягом сюжету, щоб вимагати гроші, шантажуючи його тим, що відсудить Футабу назад і розповість у суді, що вона не виходить з дому і не ходить в школу. Якщо гравець змінить його серце в Мементосі, він зізнається, що заздрив успіху сестри в дослідженні когнітивної психології, поверне Сакури гроші і залишить його сім'ю в спокої.
Озвучування: (англ.): Ерін Фітцджеральд. Озвучування: (яп.): Мінако Аракава.
Кунікадзу Окумура / Президент ресторанної мережі і рідний батько Хару. Виріс в бідності і після смерті свого батька отримав компанію в спадок. Його мета була розкрутити компанію і стати багатим і успішним бізнесменом. Через те, що він мало платить і змушує своїх працівників працювати в жахливих умовах, він став найпопулярнішою ціллю на Примарному Сайті.
Окумура працював в змові з Масаєші Шідо як спонсор, поки не вирішив піти в політику. Першим же ділом він організував весілля між Хару і Сугімурою, сином багатого політика, проти волі Хару. Коли Шідо дізнався про це, він побачив в ресторанному магната загрозу і наказав убити його до виборів. Після того, як «крадії сердець» перемагають Окумуру й забирають скарб, до палацу проникає Ґоро Акечі і спричиняє ментальне відключення, через яке Окумура вмирає в реальному світі під час прес-конференції. Після цього випадку жителі Токіо стали звинувачувати «Примарних Викрадачів» у вбивстві і їхня підтримка різко впала.
Палац Кунікадзу — космічна станція, яка зображує жадібність, де його працівники є роботами, що працюють в жахливих умовах. В Persona 5 Royal також є перекручений образ Хару, яка виконує будь-який наказ батька, навіть якщо він попросить її вбити саму себе, щоб знищити «крадіїв сердець». Скарб — невідома сфера, а в реальному світі це конструктор, про який Окумура мріяв з дитинства, але не міг собі його дозволити через бідність.
Озвучування: (англ.): Крістофер Корі Сміт. Озвучування: (яп.): Хірохіко Какегава.
Масаєші Шідо / Політик і депутат парламенту Японії. На самому початку гри домагався до своєї підлеглої в п'яному стані в рідному місті протагоніста, поки той повертався додому. Джокер не зміг це проігнорувати і спробував їх розлучити, але поки він це робив, Шідо спіткнувся, впав на землю і розбив собі лоба. Шідо сказав, що судитиме протагоніста, а дівчину за допомогою шантажу змусив збрехати про те, що Джокер напав на нього. Так Джокер і опинився в Токіо.
Для того, щоб перемогти на виборах, він і його послідовники крадуть дослідження Вакаби Ішшікі, дізнаються про Метареальність і з її допомогою спричиняють ментальні відключення людей, які потенційно зможуть перешкодити йому досягти мети — стати прем'єр-міністром Японії.
За 18 років до подій в грі, Шідо спокусив повію, яка від нього завагітніла і народила Ґоро Акечі, але незабаром після його народження вона наклала на себе руки через ганьбу. За словами Акечі, за життя, коли до неї приходили клієнти, вона виганяла його в лазню. Після смерті матері Ґоро ріс в жорстоких дитячих будинках і завжди хотів помститися батькові за те, що той зіпсував йому життя, покинувши самого. Протягом сюжету Шідо використовував сина, щоб досягти своєї мети.
Палац Шідо зображує гординю, сам палац — це круїзний корабель для послідовників Шідо, який пливе по затопленому Токіо. Скарбом є золотий штурвал, за допомогою якого Шідо хотів керувати країною; в реальному житті скарб — значок законодавця. В кінці гри політика відправляють за ґрати.
Озвучування: (англ.): Кіт Сильверштейн. Озвучування: (яп.): Сюїчі Ікеда. Вік: 52 роки.
Ялдабаоф (Деміург) / Бог влади, Деміург, творець матеріального світу, що видає себе за Ігоря. Коли «крадії сердець» прибувають в глибину Мементоса, він з'являється як гігантський кубок під назвою Святий Ґрааль. Святий Ґрааль висмоктував енергію з товариства, щоб «крадії сердець» не змогли його перемогти, але вони порвали зв'язок і перемогли кубок, після чого Святий Ґрааль перетворився в велетня Ялдабаофа. Виступає фінальним босом гри. Знищений «Примарними крадіями» напередодні Різдва за допомогою рівносильної йому Персони Сатанаїла.
Озвучування: (англ.): Девід Лодж. Озвучування: (яп.): Масане Цукаяма.
Аліса / Поп-ідол з унікальною модою та піснями, який набуває дивовижної популярності в Сібуї. Однак за лаштунками вона може одночасно й потужно атакувати кількох супротивників. Вперше була представлена в P5S і виступає босом.
Анго Нацуме / Письменник у Сендаї та автор роману «Принц кошмару», який набуває ненормальної популярності у цьому конкретному місті.
Маріко Хьодо / Харизматична політикиня з Саппоро, яка була знайома з батьком Хару Окумури. Вона хоче зробити Саппоро прекрасним містом і вивести його з застою.
Акіра Коное / Президент компанії «Madicce», глобальної ІТ-компанії зі штаб-квартирою в Осаці, яка надає інноваційні послуги. Він відповідає за підтримку програми EMMA і має невблаганну позицію щодо власної версії правосуддя.
Суґімура / Син політика, якого Окумура сватає в чоловіки своєї дочки Хару проти її волі. Дуже ревнивий, безсердечний і заздрісний, і Хару потрібна йому тільки для того, щоб задовільнити сексуальні бажання. Вперше з'явився в районі Шібуя, коли Хару з Морганою втекли з Мементоса після сварки з «Примарними крадіями». Суґімура звинуватив Хару в тому, що вона йому зраджує, тому що вона не відповідала на його повідомлення і намагався вчинити насильство. Морґана спробував врятувати Хару, атакуючи його, але той кинув Моргану в стіну і продовжив. «крадії сердець» виявилися поруч і прибігли друзям на допомогу. Суґімура злякався їх і втік, після чого Хару погодилася допомогти банді пограбувати Палац батька, і в ту ніч переночувала у протагоніста. Виступає міні-босом в Палаці Окумури. Після смерті Кунікадзу Хару відмовилася від шлюбного контракту, і йому довелося відстати від неї.
Озвучування: (англ.): Філіп Рейч. Озвучування: (яп.): Хісайоші Суганума.
Кобаякава / Директор школи Шюдзин. Вперше показаний у другий день після прибуття Джокера в Токіо. Дуже строгий і серйозний щодо учнів, але йому на них байдуже, адже його хвилює тільки репутація і доля школи. Він був в курсі про те, що Камошіда бив та ґвалтував гравців команди з волейболу, і замість того, щоб його звільнити і подати на нього заяву, він закривав на це очі через його високий статус олімпійського чемпіона. Просив улюбленицю Макото, щоб та видала справжні особи «Примарних Викрадачів». Спочатку вона погодилася і почала вести розслідування, але після того, як «крадії сердець» пограбували Палац начальника мафії Канешіро, Макото вступила в банду і відмовилася говорити що-небудь про «Викрадачів» директору.
Поки Джокер і його однокласники їздили на екскурсію на Гаваї, Кобаякава прямував до поліцейської дільниці з невідомою метою, але поки він переходив дорогу, Ґоро Акечі викликав у нього ментальне відключення на пішохідному переході, в результаті чого Кобаякаву на смерть збила вантажівка. Після інциденту з Окумурою все почали звалювати смерть директора на «Примарних Викрадачів», тому що у нього в кабінеті знайшли візитну картку (її «Примарні крадії» віддають господареві Палацу перед тим, як забрати скарб), яку підробив і підклав Акечі. В Палаці Шідо спотворений союзник конгресмена зізнається «Примарним Викрадачам», що директор був убитий через те, що хотів розкрити змову поліції.
Озвучування: (англ.): Річард Епкар. Озвучування: (яп.): Кейдзі Хіра.
Директор Групи Спеціальних Розслідувань (англ. SIU Director) / Безіменний начальник Сае і лідер групи спеціальних розслідувань, яка займається розслідуванням справи щодо «Примарних Викрадачів». Керує елітною групою поліцейських і прокурорів, які розбираються зі скандалами і іншими серйозними справами. Група не програла жодної справи за останні 50 років. Директор просить Сае розслідувати інциденти з ментальними відключеннями і участь «Примарних Викрадачів» в цьому.
Коли детектив Ґоро Акечі проникну у Метареальність, то зустрів там спотвореного директора і змусив його співпрацювати з Масаєші Шідо за допомогою шантажу, щоб приступати до плану вбивати всіх хто може перешкодити політику домогтися своєї мети — стати главою Японії і щоб Шідо зміг вступити в вибори безперешкодно (насправді, коли цю справу буде закінчено, Ґоро і Шідо планували позбутися директора з допомогою ментального відключення). Після того, як Джокер нібито загинув, Шідо наказав убити директора. Його смерть прикрили хворобою.
Озвучування: (англ.): Кірк Тронтон. Озвучування: (яп.): Томохіса Асо.

## Розробка
Розробка Persona 5 тривала 5 років. На початку штат складав близько 40 осіб. За весь час розробки ця кількість зросла до 70: 15 розробників, 15 програмістів та від 30 до 45 дизайнерів. До них належав і провідний дизайнер гри Наоя Маеда, котрий раніше займався моделюванням для серії Trauma Center. Загальна розробка став проблемою для команди, коли було придбано потужніше обладнання, і це змусило змінити структуру колективу.
Гра створювалася на окремому рушієві, на відміну від Catherine, створеної на Gamebryo. У грудні 2013 року відбувся офіційний анонс, супроводжуваний коротким тизером, але без конкретної інформації. В лютому 2014 року Atlus подтвердила, що гра видаватиметься і в Північноамериканському регіоні. На прес-конференції Sony Computer Entertainment Japan/Asia прозвучала заява, що гра вийде як для PlayStation 3, так і PlayStation 4.
Автором концепції сюжету та продюсером був Кацура Хашіно. Деталі сюжету написали Шінджі Ямамото та Ючіро Танака. Persona 5 продовжила традицію Persona 3 і 4 робити головними темами самодослідження та подорож. Джерелами натхнення слугували китайський роман «Річкове прибережжя» (XV ст.), японський детективний фільм «Сліпа пляма серед білого дня» (1979) та іспанський роман «Ласарильйо з Тормеса» (1554), а також манґою про шляхетного грабіжника Арсена Люпена III. Сюжет загалом наслідує крутійські романи, подаючи сюжет про авантюристів у сучасних умовах.
Третій трейлер гри було показано 17 вересня 2015 року на виставці Tokyo Game Show 2015. Там же відбулося повідомлення про перенесення релізу на літо 2016 року. Кацура Хашіно прокоментував це словами, що додатковий час був необхідний для доопрацювання «найбільшої гри, розробкою якої він коли-небудь керував».

## Оцінки й відгуки
| Агрегатор  | Оцінка              |
| ---------- | ------------------- |
| Metacritic | 93/100Royal: 95/100 |

| Видання                                   | Оцінка                  |
| ----------------------------------------- | ----------------------- |
| 4Players                                  | 91/100 Royal : 92/100   |
| Destructoid                               | 9/10                    |
| Easy Allies                               | [ 25 ]                  |
| Edge                                      | 8/10                    |
| Electronic Gaming Monthly                 | [ 27 ]                  |
| Eurogamer                                 | Essential               |
| Famitsu                                   | 39/40 Royal : 37/40     |
| Game Informer                             | 9.25/10 Royal : 9.25/10 |
| GameRevolution                            | 5/5                     |
| GameSpot                                  | 9/10Royal : 10/10       |
| GamesRadar+                               | [ 36 ]                  |
| GamesTM                                   | 9.5/10                  |
| Hardcore Gamer                            | 4.5/5 Royal : 4.5/5     |
| IGN                                       | 9.7/10 Royal : 10/10    |
| Jeuxvideo.com                             | Royal : 18/20           |
| PlayStation Official Magazine — Australia | 10/10                   |
| PlayStation Official Magazine — UK        | 10/10 Royal : 10/10     |
| Polygon                                   | 9/10 Royal : Recommends |
| Push Square                               | · Royal :               |

### Критика
Persona 5 здобула «загальне визнання» на агрегаторі Metacritic, зібравши середню оцінку 93 бали зі 100. Низкою видань її було визнано однією з найвидатніших рольових відеоігор усіх часів.
Згідно з рецензією Люсі Джеймс із GameSpot, «У Persona 5 є складний набір взаємопов'язаних ігрових механік, і майже в усіх аспектах Atlus реалізували своє бачення винятково, доводячи своїй задуми до кінця. На кожному кроці вона надає щось, чим можна здивуватися, будь то плавні бої, яскравий світ чи безліч яскравих персонажів… або гучний саундтрек, наповнений кислотою і джазом… або навіть просто радість бачити, як стильно перемикаються меню. Але загалом це те, чому Persona 5 — гра, яку не можна пропускати. Її наповнено найрізноманітнішими ігровими ідеями і чудовими презентаціями — у кожній главі Persona 5 є надзвичайний рівень артистизму, що робить її справді видатною частиною серії. Це вишукана стильна рольова гра, про яку говоритимуть упродовж багатьох років».
Кріс Картер з Destructoid написав у рецензії: «Хоча й розвивається повільно, Persona 5 рано затягує вас у війну проти таємного товариства. Тут вона, прямуючи до фіналу, трохи прив'язана до окремих історій, хоча їй все ж вдається залишитися на своїй колії. Persona 5 не просто зосереджується на фантастичному, вона прив'язана до буденного». Бойова система часом призводить до того, що «деякі битви відчуваються як просто перебирання прийомів. Але ці рухи, зазвичай, гарні. Коли у вас є акустичний саундтрек, який лунає з колонок, і крихітна мила кішка, яка прикликає на екран страшних Персон, ви, принаймні, проникнитесь ідеєю гамселення по кнопці атаки під час виправних боїв. Навіть користувальницький інтерфейс магічний, і сам по собі твір мистецтва».
Ендрю Ґолдфарб з IGN написав у вердикті: «Persona 5 — це суцільна, чудова JRPG з понад 100-годинним ігровим процесом для поціновувачів. Маючи найбільше подій, ніж будь-коли, і найсильнішу історію в серії на сьогоднішній день, вона виділяється надзвичайним, незабутнім досвідом і легко стає однією з найглибших JRPG останнього десятиліття. Дизайн її обширних підземель та стильний, повністю реалізований світ — цілковита радість для вивчення, і навіть після трьох проходжень та трофею Platinum, мені свербить повернутися, щоб спробувати різні варіанти діалогів з довіреними чи переграти особливо веселі головоломки. Це новий золотий стандарт для японських RPG і, безумовно, найкраща частина серії».
Кассандра Кау з Eurogamer відгукнулася про деталізацію світу: «Persona 5 виблискує невеликими штрихами, як щодо школи, так і загалом. На уроці ваші персонажі обмінюються таємними текстовими повідомленнями. Учні пліткують, коли ви проходите повз. За межами школи Токіо — це багата детальна обстановка, повна провулків і закутків для вивчення, капсульних машин, крамниць з раменом, лазень, поміщених у тихі квартали».

### Продажі
Попередні замовлення гри зросли з огляду на відкладення випуску Final Fantasy XV, що спочатку планувалася на той самий місяць, що й Persona 5. В магазині Amazon Japan вони зросли на 450 %, вивівши гру на друге місце в чартах бестселерів після Tales of Berseria. За перший тиждень після випуску версія для PS4 зайняла перше місце, продавшись накладом 264 793 копії, тоді як версія PS3 зайняла друге місце з продажами 72 974 копій. Це зробило Persona 5 найшвидше продаваною грою в серії, перевершивши Revelations: Persona. Пізніше продюсер гри Кацура Хашіно повідомив, що до вересня 2016 року продажі фізичних і цифрових копій разом склали 550 000 примірників. Протягом трьох тижнів після запуску в Японії гра стала найпродаванішою грою Atlus в країні.
До грудня 2019 року світові продажі звичайної версії Persona 5 та Royal загалом склали 3,2 млн копій. До липня 2020 року продажі перевищили 4,2 млн копій.

## Виноски
1. ↑  англ. Phantom Thieves of Hearts, яп. 心の怪盗団 Кокоро но кайто: дан.
2. ↑  "Справжнє" ім'я протагоніста гравець задає на початку гри.